# Jonathan Rhys-Meyers
Jonathan Michael Francis O'Keefe, conegut artísticament com a Jonathan Rhys-Meyers, (Dublín, 27 de juliol de 1977) és un actor irlandès guanyador del Globus d'Or. El seu nom artístic deriva del cognom de soltera de la seva mare, Meyers.

## Biografia
Rhys-Meyers va néixer amb un seriós problema de cor, va ser batejat poc després del seu naixement per por que no sobrevisqués prou per a una cerimònia tradicional de baptisme. Va passar els dos primers mesos de vida en un hospital.
Un any després del seu naixement, la seva família es va traslladar al Comtat de Cork, on encara resideixen. Quan Rhys-Meyers tenia tres anys, els seus pares es van divorciar. La seva mare els va criar a ell i al seu germà Alan, mentre que els altres germans van anar a viure a casa de la seva àvia juntament amb el seu pare. No mantindrien contacte durant uns quants anys.
Sent encara un adolescent, va conèixer un granger anglo-irlandès que el va adoptar i amb el que es va mudar a Buttevant.

## Filmografia

### Cinema
- 1994. A Man of No Importance
- 1996. Michael Collins
- 1996. La lengua asesina
- 1996. The Disappearance of Finbar
- 1997. El director
- 1997. Ídols, mentides i rock&roll
- 1998. Velvet Goldmine
- 1998. The Governess
- 1998. The Tribe
- 1998. B. Monkey
- 1999. The Loss of Sexual Innocence
- 1999. Cavalca amb el diable
- 1999. Titus
- 2001. Happy Now
- 2001. Prozac Nation
- 2001. Tangled
- 2002. Bend It Like Beckham
- 2003. The Tesseract
- 2003. I'll Sleep When I'm Dead
- 2003. Octane
- 2003. The Emperor's Wife
- 2004. Vanity Fair
- 2004. Alexandre
- 2005. Match Point
- 2006. Missió: Impossible III
- 2007. August Rush
- 2008. Els nens de Huang Shi
- 2008. A Film with Me in It
- 2010. Des de París amb amor
- 2010. Shelter
- 2011. Albert Nobbs
- 2012. Belle du Seigneur
- 2013. Caçadors d'ombres: Ciutat d'ossos
- 2013. Another Me
- 2015. Stonewall
- 2016. London Town
- 2017. The Shadow Effect
- 2017. Black Butterfly
- 2017. Holy Lands
- 2017. Damascus Cover
- 2017. El dotzé home
- 2018. Els papers d'Aspern
- 2019. Awake
- 2021. El rei de la fi del món
- 2021. Yakuza Princess
- 2021. American Night
- 2021. El supervivent
- 2021. Hide and Seek
- 2022. El bon veí
- 2022. Wifelike
- 2022. Dangerous Game: The Legacy Murders
- 2023. L'emboscada
- 2023. 97 minuts
- 2023. Food Fight
- 2023. Mercy
- 2023. Disquiet

### Televisió
- 1996. Samson and Delilah
- 2000. Gormenghast
- 2002. ``The Magnificent Ambersons
- 2003. The Lion in Winter
- 2005. Elvis
- 2007-2010. The Tudors (sèrie de televisió)
- 2013-2014. Dracula (sèrie de televisió)
- 2016. Arrels(sèrie de televisió)
- 2017–2019. Vikings (sèrie de televisió)